# Chaillé-les-Marais
Chaillé-les-Marais és un municipi francès situat al departament de Vendée i a la regió de País del Loira. L'any 2007 tenia 1.808 habitants.

## Demografia

### Població
El 2007 la població de fet de Chaillé-les-Marais era de 1.808 persones. Hi havia 685 famílies de les quals 174 eren unipersonals (51 homes vivint sols i 123 dones vivint soles), 245 parelles sense fills, 234 parelles amb fills i 32 famílies monoparentals amb fills.
La població ha evolucionat segons el següent gràfic:
Habitants censats

### Habitatges
El 2007 hi havia 842 habitatges, 703 eren l'habitatge principal de la família, 80 eren segones residències i 59 estaven desocupats. 827 eren cases i 14 eren apartaments. Dels 703 habitatges principals, 539 estaven ocupats pels seus propietaris, 148 estaven llogats i ocupats pels llogaters i 15 estaven cedits a títol gratuït; 2 tenien una cambra, 25 en tenien dues, 119 en tenien tres, 196 en tenien quatre i 361 en tenien cinc o més. 625 habitatges disposaven pel capbaix d'una plaça de pàrquing. A 288 habitatges hi havia un automòbil i a 349 n'hi havia dos o més.

### Piràmide de població
La piràmide de població per edats i sexe el 2009 era:
| Homes | Edats   | Dones |
| ----- | ------- | ----- |
| 8     | 95 o +  | 12    |
| 0     | 90 a 94 | 32    |
| 8     | 85 a 89 | 28    |
| 20    | 80 a 84 | 32    |
| 24    | 75 a 79 | 48    |
| 64    | 70 a 74 | 56    |
| 24    | 65 a 69 | 68    |
| 56    | 60 a 64 | 24    |
| 44    | 55 a 59 | 52    |
| 20    | 50 a 54 | 40    |
| 68    | 45 a 49 | 72    |
| 64    | 40 a 44 | 52    |
| 24    | 35 a 39 | 40    |
| 44    | 30 a 34 | 52    |
| 40    | 25 a 29 | 52    |
| 56    | 20 a 24 | 52    |
| 56    | 15 a 19 | 56    |
| 48    | 10 a 14 | 64    |
| 28    | 5 a 9   | 48    |
| 20    | 0 a 4   | 24    |

## Economia
El 2007 la població en edat de treballar era de 1.070 persones, 792 eren actives i 278 eren inactives. De les 792 persones actives 716 estaven ocupades (400 homes i 316 dones) i 78 estaven aturades (34 homes i 44 dones). De les 278 persones inactives 106 estaven jubilades, 83 estaven estudiant i 89 estaven classificades com a «altres inactius».

### Ingressos
El 2009 a Chaillé-les-Marais hi havia 735 unitats fiscals que integraven 1.799 persones, la mediana anual d'ingressos fiscals per persona era de 15.642 €.

### Activitats econòmiques
Dels 83 establiments que hi havia el 2007, 3 eren d'empreses de fabricació d'altres productes industrials, 13 d'empreses de construcció, 17 d'empreses de comerç i reparació d'automòbils, 5 d'empreses de transport, 7 d'empreses d'hostatgeria i restauració, 1 d'una empresa d'informació i comunicació, 6 d'empreses financeres, 3 d'empreses immobiliàries, 12 d'empreses de serveis, 8 d'entitats de l'administració pública i 8 d'empreses classificades com a «altres activitats de serveis».
Dels 36 establiments de servei als particulars que hi havia el 2009, 1 era una oficina d'administració d'Hisenda pública, 1 gendarmeria, 1 oficina de correu, 4 oficines bancàries, 1 funerària, 4 tallers de reparació d'automòbils i de material agrícola, 1 autoescola, 2 paletes, 1 guixaire pintor, 5 fusteries, 1 lampisteria, 2 electricistes, 3 perruqueries, 3 veterinaris, 2 restaurants, 2 agències immobiliàries i 2 salons de bellesa.
Dels 2 establiments comercials que hi havia el 2009, 1 era una botiga de menys de 120 m² i 1 una fleca.
L'any 2000 a Chaillé-les-Marais hi havia 33 explotacions agrícoles que ocupaven un total de 2.760 hectàrees.

## Equipaments sanitaris i escolars
El 2009 hi havia 1 centre de salut, 1 farmàcia i 1 ambulància.
El 2009 hi havia una escola elemental.

## Poblacions més properes
El següent diagrama mostra les poblacions més properes.